# Distrito de Regen
Regen es uno de los 71 distritos en que está dividido administrativamente el estado alemán de Baviera.
El distrito fue creado en 1972 mediante la fusión de los antiguos distritos de Regen y Viechtach.

## Ciudades y municipalidades
| Ciudades                         | Municipalidades | |
| -------------------------------- | --- | --- |
| 1. Regen 2. Viechtach 3. Zwiesel | 1. Achslach 2. Arnbruck 3. Bayerisch Eisenstein 4. Bischofsmais 5. Böbrach 6. Bodenmais 7. Drachselsried 8. Frauenau 9. Geiersthal 10. Gotteszell | 1. Kirchberg im Wald 2. Kirchdorf im Wald 3. Kollnburg 4. Langdorf 5. Lindberg 6. Patersdorf 7. Prackenbach 8. Rinchnach 9. Ruhmannsfelden 10. Teisnach 11. Zachenberg |

## Escudo de armas
Su escudo de armas presenta:
- El patrón azul y blanco de Baviera
- Una copa, simbolizando la industria del vidrio
- Un pino, simbolizando en bosque de Baviera
- Una torre, simbolizando los castillos del distrito